# Ansumana Manneh (Justizbeamter)
Ansumana Manneh (* um 1970 in Lamin) ist ein gambischer Strafvollzugsbeamter.

## Leben
Manneh trat 1988 in den Gefängnisdienst, dem Gambia Prison Service (GPS), ein und war zunächst ein Jahr lang im staatlichen Zentralgefängnis (Mile 2) stationiert, bevor er nach Janjanbureh verlegt wurde. Ende Februar 2017 wurde er von Präsidenten Adama Barrow zum Generaldirektor des Gambia Prison Service ernannt, er ersetzte David Colley dem Missstände in den Gefängnissen nachgesagt wurden. Vor der Ernennung war (Commissioner) Manneh Direktor des Jeshwang Prison in Old Jeshwang.